# 2046
Cette page concerne l'année 2046  du calendrier grégorien. Pour l'année 2046 av. J.-C., voir 2046 av. J.-C.  Pour les autres significations, voir 2046 (homonymie).
L'année 2046 est une année commune qui commence un lundi.
C'est la 2046e année de notre ère, la 46e année du IIIe millénaire et du XXIe siècle et la 7e année de la décennie 2040-2049.

## Autres calendriers
L'année 2046 du calendrier grégorien correspond aux années suivantes :
- Calendrier berbère : 2995 / 2996
- Calendrier hébraïque : 5806 / 5807
- Calendrier indien : 1967 / 1968
- Calendrier musulman : 1466 / 1467
- Calendrier persan : 1424 / 1425

## Événements prévus
- 16 février : passage de l'astéroïde (367943) Duende à 0,01 ua du centre de la Terre.